# Reinhard Dietrich (Bildhauer)

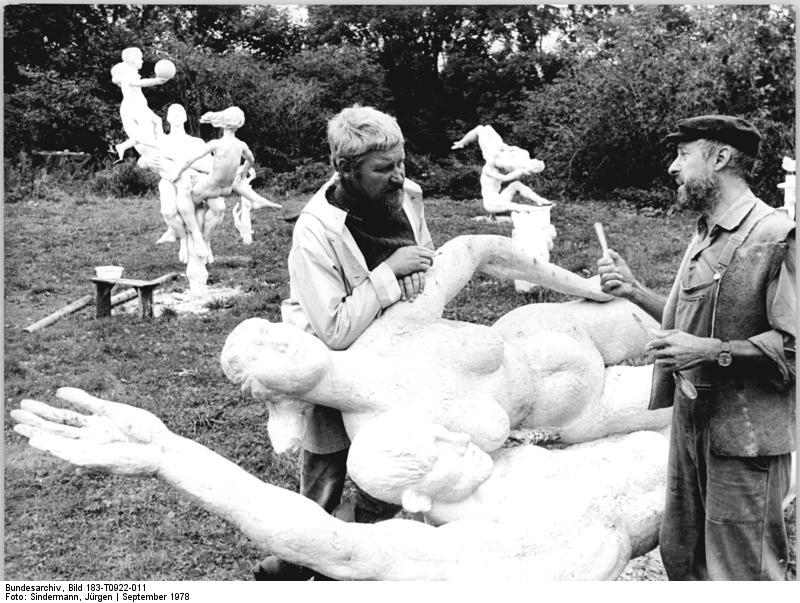
Dietrich und Jo Jastram bei den Arbeiten zum Brunnen der Lebensfreude

Reinhard Dietrich (* 14. Februar 1932 in Breslau; † 7. März 2015 in Dresden) war ein deutscher Bildhauer.

## Biografisches
Reinhard Dietrich absolvierte von 1946 bis 1950 eine Holzbildhauerlehre in Wittenberg. Anschließend studierte er an der Fachschule für Holzkunst in Empfertshausen/Rhön und drei Jahre an der Fachschule für angewandte Kunst Leipzig. Von 1953 bis 1958 studierte Reinhard Dietrich an der Hochschule für Bildende Künste Dresden. Hier war er Schüler von Hans Steger und Walter Arnold.
Er arbeitete in einer Ateliergemeinschaft mit Wieland Förster und war dann bis 1964 als freischaffender Bildhauer in Dresden tätig. Von 1964 bis 2003 lebte er in Kneese Ausbau bei Rostock. In dieser Zeit schuf er viele Werke, die hauptsächlich in Rostock, aber auch in anderen Orten zu finden sind. Ein Teil seiner Arbeiten entstand in Zusammenarbeit mit Jo Jastram. Dietrich wohnte und arbeitete seit 2003 in Dresden-Pillnitz.
Dietrich war bis 1990 Mitglied des Verbands Bildender Künstler der DDR und hatte in der DDR eine bedeutende Anzahl von Einzelausstellungen und Ausstellungsbeteiligungen, u. a. von 1972 bis 1988 an der VII. bis X. Kunstausstellung der DDR.

## Auszeichnungen
Reinhard Dietrich wurde mit einigen wichtigen Auszeichnungen bedacht, so 1970 mit der Johannes-R.-Becher-Medaille, 1971 und 1977 mit dem Kulturpreis des Bezirkes Rostock, 1974 mit der Verdienstmedaille der DDR, 1975 mit dem Kunstpreis der Stadt Rostock, 1977 mit dem Kunstpreis des FDGB (Kollektiv), 1979 mit dem Kunstpreis der DDR, 1985 mit dem Preis der Biennale Rauma in Finnland sowie 1988 mit dem Nationalpreis der DDR III. Klasse im Kollektiv.

## Werke (Auswahl)

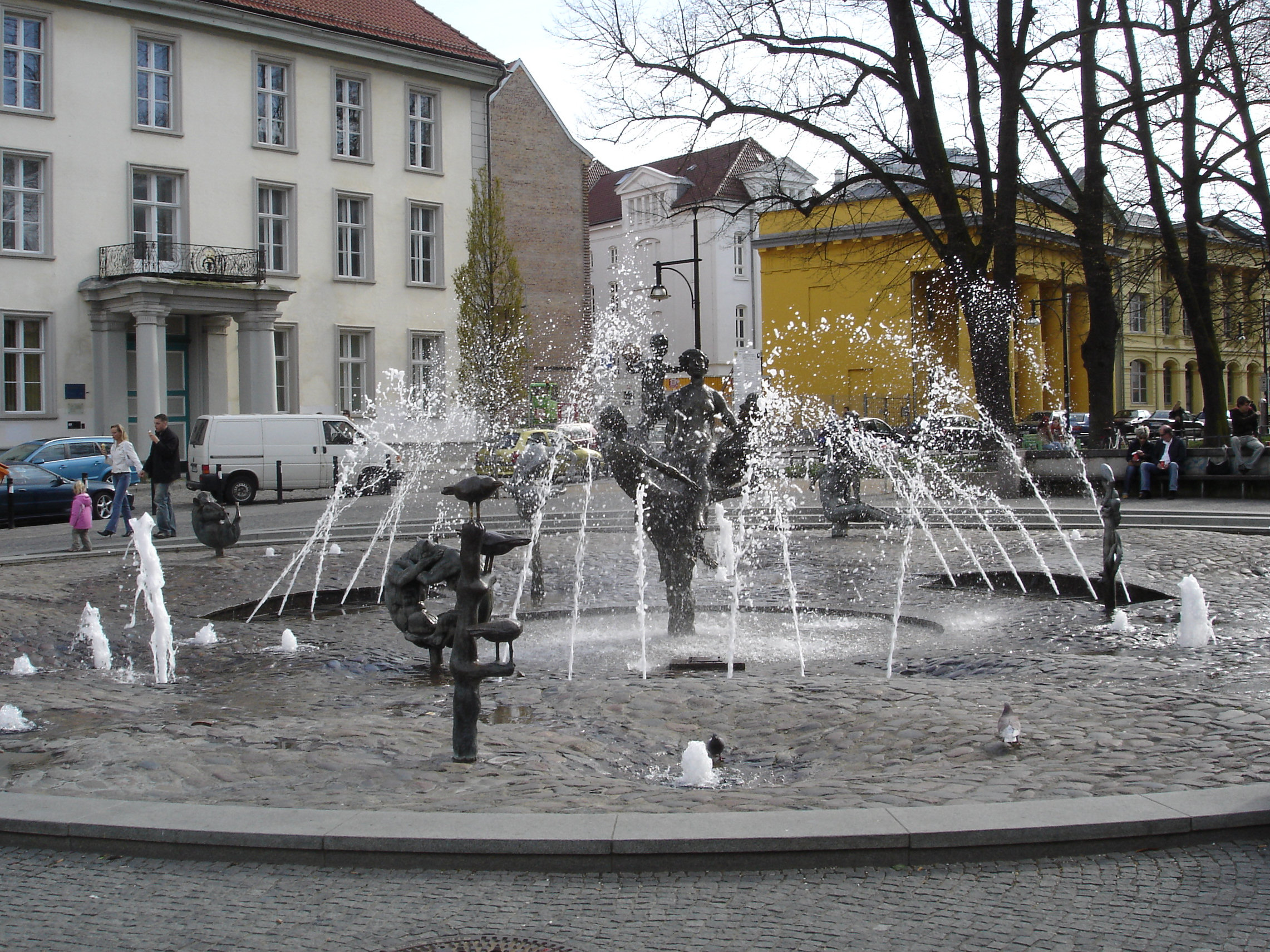
Brunnen der Lebensfreude Rostock

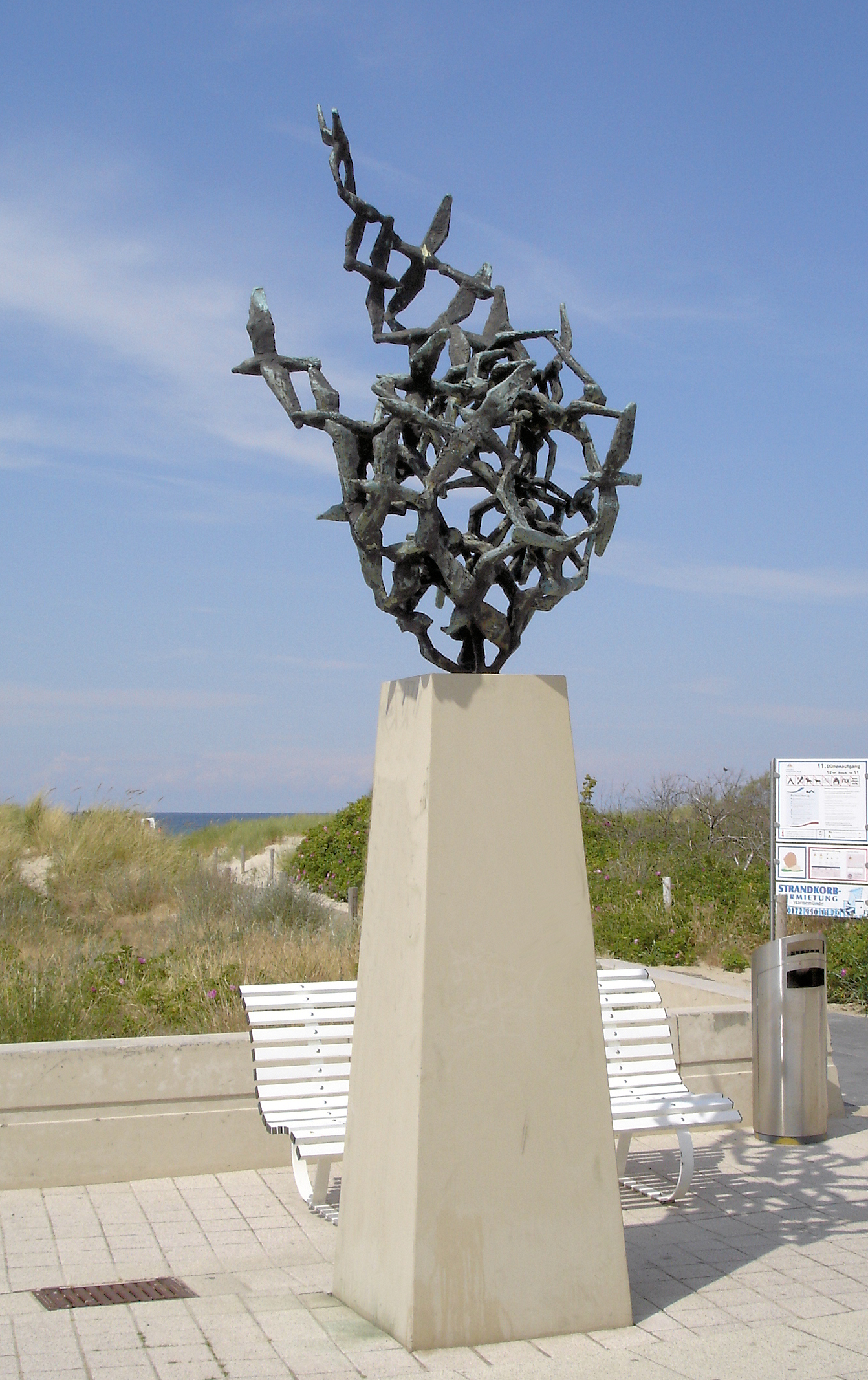
Möwenflug in Warnemünde

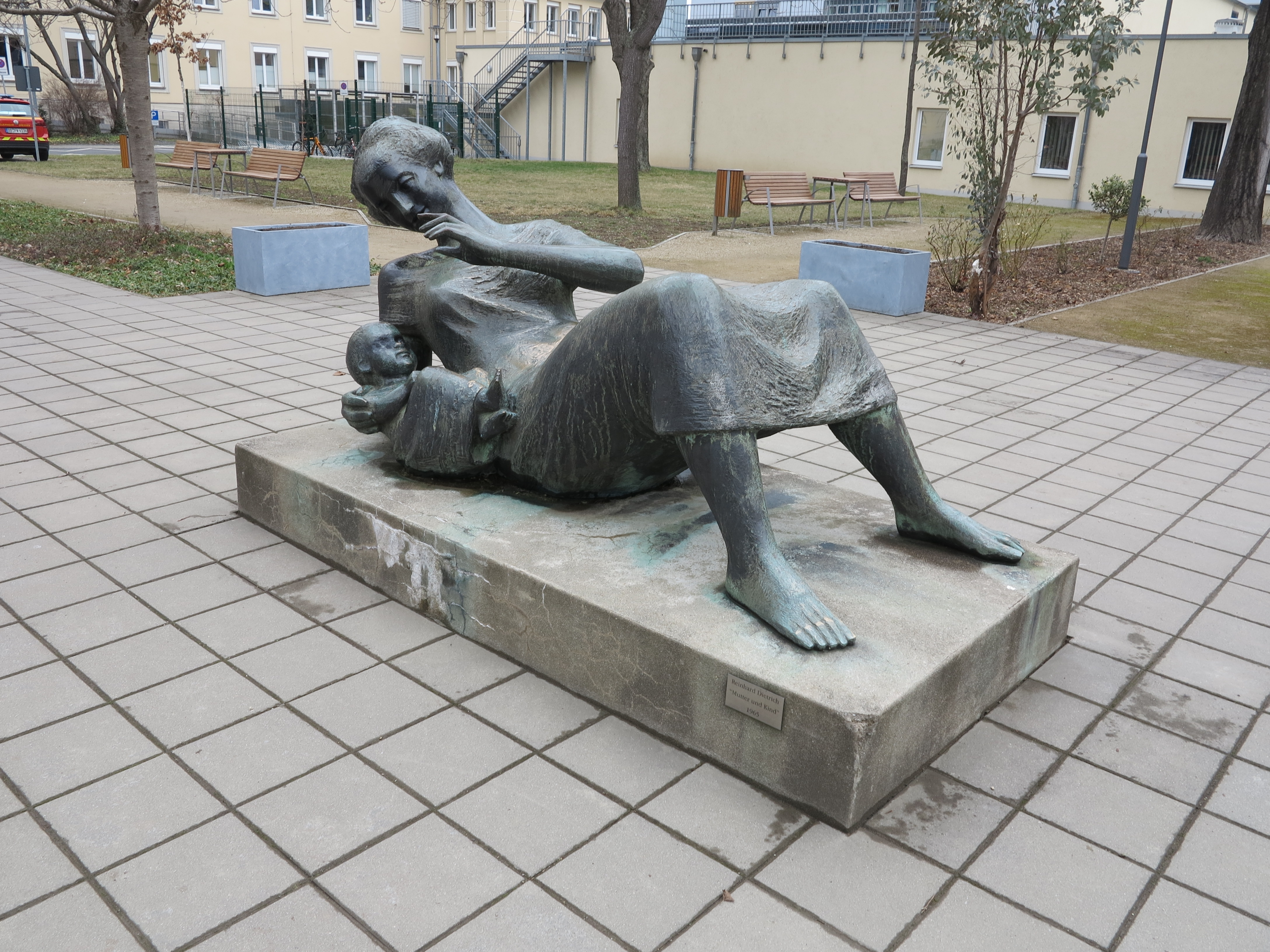
"Mutter und Kind" im Universitätsklinikum Dresden

- "Mutter und Kind" im Universitätsklinikum Dresden1965: Mutter und Kind, Universitätsklinikum Dresden
- 1966: Möwenflug, Klinkerbild in der Langen Straße, Rostock
- um 1967/1968: Sieben stolze Schwestern küsst das eine Meer, Bronze in der Skulpturensammlung der Waldsiedlung Bernau[3]
- 1969: Kindergarten (Mehrfigurengruppe, Bronze, Höhe: 19 cm)[4]
- 1970: Sieben stolze Schwestern küsst das eine Meer, Brunnen in Rostock (seit 2008 an einem neuen Standort)
- 1971: Möwenflug, Bronzeplastik in Warnemünde vor dem Hotel Neptun
- 1976: Lotsenehrung, Betonplastik in Warnemünde am Leuchtturm
- 1976/1977: mehrere Klinkergiebel, Rostock Evershagen
- 1977: Reliefwand der Gedenkstätte der revolutionären Matrosen in Rostock
- 1979: Sonnenblumen, Hausgiebelgestaltung in Rostock-Lichtenhagen
- 1979: Mecklenburgische Bäuerin, Bronze, Berlin-Hohenschönhausen,[5]
- 1980: Brunnen der Lebensfreude, auf dem Universitätsplatz in Rostock (gemeinsam mit dem Bildhauer Jo Jastram)
- 1983: Stele mit drei Figuren vor der Parteischule in Schwerin[6]
- 1985: Frau am Fenster, Terrakottafigur am Fünfgiebelhaus in Rostock
- 1985: Bodenreform, Relief in Dorf Mecklenburg
- 1986: Ehrenmal für die Opfer des Faschismus in Bad Doberan in der Nähe des Münsters
- 1988: Satirische Plastik über das Auto, Kopenhagen
- 1989: Wende, Bronzeskulptur, Radebeul vor den Landesbühnen Sachsen (aus dem Nachlass des Künstlers, seit 2020 am Ort)[7]
- 1994: Marktbrunnen, Marlow
- 1994: Sandsteinstele Salzstadt, Bad Sülze